# Tóra Bóra
Tóra Bóra (paštunsky: توره بوړه , „černá jeskyně“ ) je komplex jeskyní v Bílých horách na východě Afghánistánu v provincii Nangarhár, asi 50 km východně od Chajbarského průsmyku a 10 km severně od hranic s Federálně spravovanými kmenovými územími v Pákistánu.
Během americké invaze do Afghánistánu v roce 2001 zde Američané svedli bitvu s Talibanem a al-Káidou. Američané věřili, že jde o skrýš vůdce al-Káidy Usámy bin Ládina. Navzdory porážce al-Káidy a Tálibánu se Američanům a jejich spojencům nepodařilo Usámu bin Ládina v této oblasti najít.
V roce 2001 byla v oblasti pevnost al-Káidy a Tálibánu popisována jako několikapatrový jeskynní komplex zásobený elektřinou z hydroelektráren na horských potocích, nebo jako komplex schopný zajistit ubytování pro více než 1 000 bojovníků.[zdroj?] Byl zde také velký sklad munice jako třeba střely FIM-92 Stinger vyřazené v roce 1980. Objekt byl vybudován v místních jeskyních za pomoci CIA na počátku 80. let během Sovětské invaze do Afghánistánu.